# Eucinostomus gracilis
Eucinostomus gracilis är en fiskart som först beskrevs av Theodore Gill 1862.  Eucinostomus gracilis ingår i släktet Eucinostomus och familjen Gerreidae. IUCN kategoriserar arten globalt som livskraftig. Inga underarter finns listade i Catalogue of Life.